# 1. FC Düren
1. FC Düren is een Duitse voetbalclub uit Düren in Noordrijn-Westfalen. De club werd eind 2017 opgericht als een fusie tussen de voetbalafdeling van omnisportvereniging FC 08 Niederau-Krauthausen (opgericht in 1908) en SG GFC Düren 99 (met een geschiedenis die teruggaat tot 1899). 
De club speelt in het seizoen 2020/21 in de Mittelrheinliga. Het herenteam won in 2020 de Mittelrheinpokal en nam daardoor in het seizoen 2020/21 voor het eerst deel aan de DFB-Pokal waarin het in de eerste ronde landskampioen FC Bayern München lootte. Na het overtuigd behaalde kampioenschap van de Mittelrheinliga komt de club in 2022/23 uit in de Regionalliga West. Na twee seizoenen keerde de club terug in de Mittelrheinliga.

## Eindklasseringen vanaf 2019
| Seizoen | Competitie        | Niveau | Eindstand | DFB Pokal | Opmerking                                                                                     |
| ------- | ----------------- | ------ | --------- | --------- | --------------------------------------------------------------------------------------------- |
| 2018/19 | Mittelrheinliga   | V      | 8         | --        |                                                                                               |
| 2019/20 | Mittelrheinliga   | V      | 2         | --        | competitie afgebroken i.v.m. coronapandemie; Winnaar Mittelrheinpokal > Alemannia Aachen: 1-0 |
| 2020/21 | Mittelrheinliga   | V      | .         | 1e ronde  | < FC Bayern München: 0-3 (U); competitie geannuleerd i.v.m. coronapandemie                    |
| 2021/22 | Mittelrheinliga   | V      | 1         | --        |                                                                                               |
| 2022/23 | Regionalliga West | IV     | 10        | --        | Finalist Mittelrheinpokal > FC Viktoria Köln 1904: 0-2                                        |
| 2023/24 | Regionalliga West | IV     | 9         | --        |                                                                                               |
| 2024/25 | Regionalliga West | IV     | 16        | --        |                                                                                               |
| 2025/26 | Mittelrheinliga   | V      | .         | --        |                                                                                               |

SV Bergisch Gladbach 09 ·
SSV Bornheim ·
1. FC Düren ·
Sportfreunde Düren ·
SpVg Frechen 20 ·
FC Hennef 05 ·
Eintracht Hohkeppel ·
Fortuna Köln II ·
TuS Königsdorf ·
SSV Merten ·
FC Pesch ·
SpVg Porz ·
Siegburger SV 04 ·
VfL 08 Vichttal ·
FC Wegberg-Beeck ·
FC Teutonia Weiden
Staffel 1:
FV Bad Honnef ·
SC Fortuna Bonn ·
SSV Bornheim ·
SV Grün-Weiss Braunweiler ·
SV Deutz 05 ·
SSV Homburg-Nümbrecht ·
SpVg Köln-Flittard ·
DJK Südwest Köln ·
SC Borussia Lindenthal-Hohenlind ·
TuS Marialinden ·
FSV Neunkirchen-Seelscheid ·
TuS Oberpleis ·
SC Rheinbach ·
SV Schlebusch ·
1. FC Spich ·
FV Wiehl 2000

Staffel 2:
Viktoria Arnoldsweier ·
Rasensport Brand ·
SV Breinig ·
TuS Chlodwig-Zülpich ·
1. FC Düren II ·
Sportfreunde Düren ·
SV Kurdistan Düren ·
SV Eilendorf ·
SC Germania Erftstadt-Lechenich ·
SC Erkelenz ·
BC Viktoria Glesch/Pfaffendorf ·
SV Helpenstein ·
FC Germania Lich-Steinstraß ·
SV Rott ·
FC Germania 1910 Teveren ·
Eintracht Verlautenheide